# Barocco ucraino

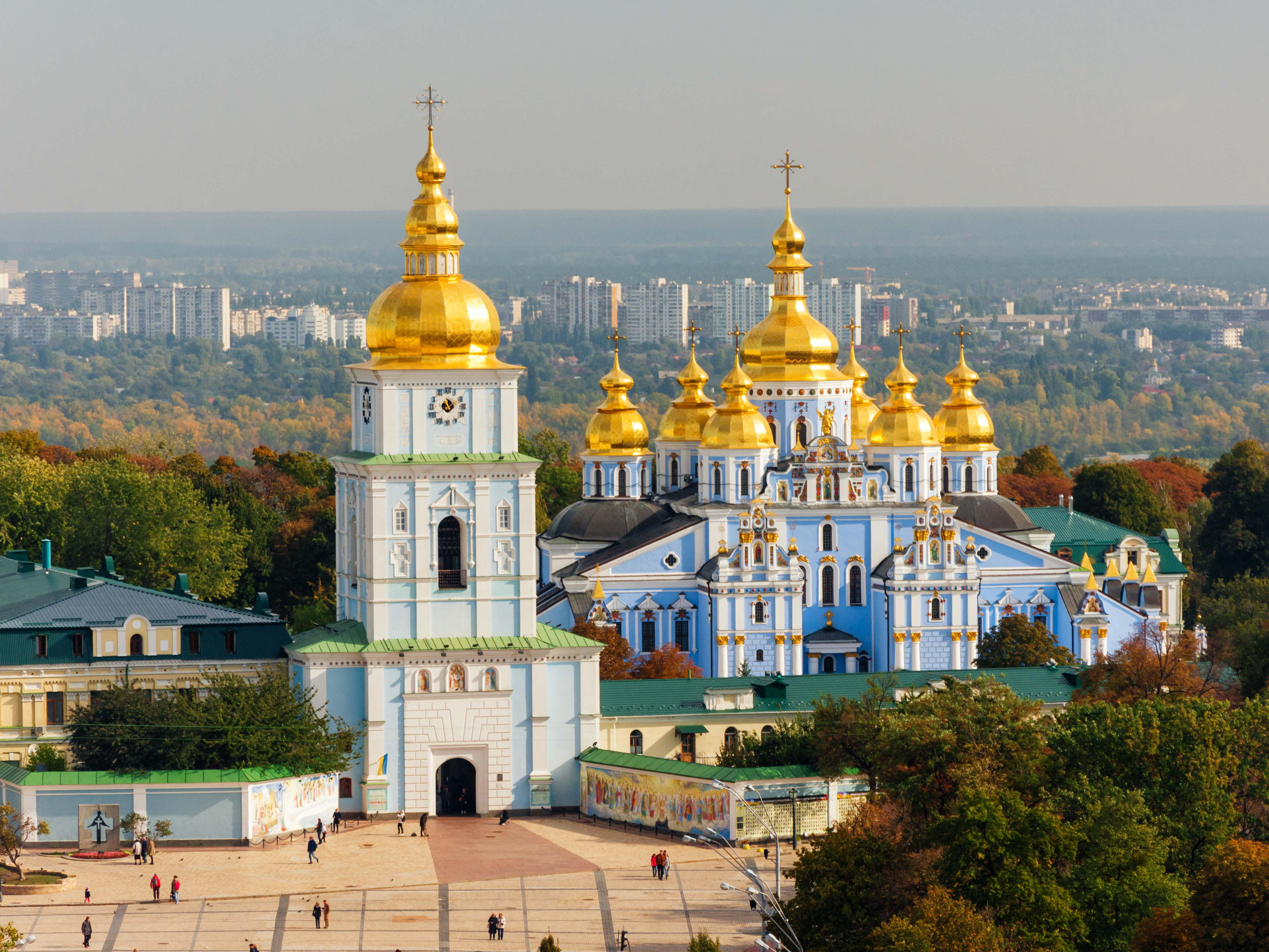
Il Monastero di San Michele di Kiev, iniziato nel 1113, venne largamente influenzato nel Settecento dal barocco ucraino, di cui oggi è uno dei più luminosi esempi

Il Barocco ucraino o Barocco cosacco è uno stile architettonico tipico dell'Ucraina del periodo dell'Etmanato, tra il XVII ed il XVIII secolo.
Il barocco ucraino si distingue da quello europeo per una forma di ornamentazione più moderata e forme più semplici. Esso introduceva (in maniera molto meno accentuata di quanto farà il cosiddetto barocco elisabettiano) le caratteristiche cupole a cipolla per campanili e piccole coperture di cappelle, interamente coperte da lamine di rame dorato.
Notevole importanza venne tributata anche alla decorazione interna delle chiese, a differenza di altri stili barocchi dell'area russa: gli interni vennero largamente decorati con stucchi ed affreschi che dalla seconda metà del XVIII secolo si arricchirono anche di numerosi simbolismi.
Molte strutture di questo stile in Ucraina sono giunte sino a noi, tra cui il monastero dorato di San Michele ed il Monastero Vydubyc'kyj, entrambi a Kiev.